# موازنه منفی
سیاست موازنه کاربرد و انواع گوناگونی دارد، این نوع سیاست بر اساس ایجاد توازن میان قدرت‌ها یا جریان‌های داخلی یا بین‌المللی است که در عرصه یک کشور در حال رقابت بوده و کشور مورد رقابت در جهت تامین منافع و مصالح خود و در امان ماندن از پیامدهای این قبیل رقابت‌ها ، اقدام به ایجاد توازن و عملکرد یکسان میان آنها می‌نماید. چنین سیاستی به دو نوع سیاست موازنه منفی و سیاست موازنه مثبت تقسیم می‌شود: در سیاست موازنه منفی، اگر کشوری در امضای قراردادی احساس ضرر کرده و آن را با یکی از بازیگران [مثل انگلیس] فسخ نموده برای توازن باید امتیاز مشابهی را هم که به رقیب [مثل شوروی] داده است، فسخ نماید.» اما در سیاست موازنه مثبت «اگر کشوری در امضای قرار دادی احساس منفعت کرد و آن را با یکی از بازیگران [مثل انگلیس] انعقاد کرد به صورت توازن باید امتیاز مشابهی را هم به کشور رقیب [مثل شوروی] بدهد».
سیاست موازنه منفی در ایران، اولین بار توسط محمد مصدق در جریان درخواست امتیاز نفت شمال از سوی شوروی ارائه شد. سیاست موازنه منفی نیز همانند سیاست عدم تعهد، هدفی جز طرد سلطه و تأمین حاکمیت ملی از طریق رابطه ای عدمی و ایجاد توازن سیاسی بین قدرت ها ندارد. موفقیت آن سیاست در عدم واگذاری امتیاز به شوروی و مکلف نمودن دولت در عدم واگذاری امتیاز به هر دولت دیگر، باعث شد در دورانی که رقابت‌های نفتی میان شرکت‌های خارجی برای دریافت سهم بیشتر صورت گرفته بود، حاکمیت بر‌ منابع ملی حفظ شود.

## پس‌زمینه
پس از اشغال ایران توسط انگلیس و شوروی و سپس آمریکا در جنگ جهانی دوم، رقابت استعمارگران بر سر منافع، خصوصاً نفت، تشدید شد. دولت ایران بعد از مواجهه با تقاضای شرکت‌های نفتی هر سه کشور، اعلام کرد که دادن هرگونه امتیاز باید به بعد از جنگ موکول شود، زیرا در زمان حاضر و به دلیل وجود جنگ، وضعیت اقتصادی کشورها روشن نیست. در نتیجه تقاضای هر سه دولت رد شد. پس از اعلام موضع دولت، روزنامه‌های حزب توده از رد پیشنهاد شوروی به خشم آمدند و دولت را به باد انتقاد گرفتند. محمد مصدق هم چند روز بعد در مجلس شورای ملی نطق مفصلی ایراد کرد و پاسخ روزنامه‌ها و کشورهای خواستار امتیاز را داد و طرحی به مجلس پیشنهاد کرد.
پس از پایان جنگ جهانی دوم، انگلیس و شوروی موظف بودند ظرف مدت شش ماه پس از خاتمه جنگ، نیروهای خود را از خاک ایران تخلیه نمایند، اما شوروی نه تنها از خاک ایران خارج نشد، بلکه به نیروهای دیگری هم وارد نقاط شمالی ایران کرد. در این زمان احمد قوام، نخست‌وزیر ایران بود، در نتیجه سیاستی که وی در قبال شوروی‌ها اتخاذ نمود، نیروهای شوروی خاک ایران را به طمع به‌دست آوردن امتیاز نفت شمال ترک کردند. یکی از اقدامات قوام، عقد قراردادی بود که بین دولت ایران و سفیر شوروی در تهران به امضا رسید. براساس این قرارداد، نیروهای شوروی می‌بایست ظرف یک ماه و نیم خاک ایران را ترک کنند و قرار شد شرکت مختلط نفت ایران و شوروی ایجاد شود و اساسنامه آن ظرف هفت ماه برای تصویب به مجلس پانزدهم پیشنهاد گردد.
در سی‌ام مهرماه ۱۳۲۶، نمایندگان مجلس شورای ملی ماده واحده‌ای را به تصویب رساندند که منتفی شدن قرارداد نفت ایران و شوروی هدف اصلی آن بود. همچنین در این ماده واحده تأکید شده بود که دادن هرگونه امتیازی به خارجی‌ها ممنوع است و دولت مکلف است که به منظور استیفای حقوق ملت ایران از نفت جنوب اقدام کند. این ماده واحده بر پایه سیاست موازنه منفی تصویب شده بود. دولت انگلستان از تصویب این ماده واحده ناراضی نبود، زیرا این طرح موجب شده بود که دست شوروی‌ها از منابع نفتی ایران کوتاه گردد. اما دولت انگلستان به منظور حفظ سلطه خویش بر نفت جنوب و جلوگیری از استیفای حقوق ملت ایران با مقامات کشور وارد مذاکره شد تا این قرارداد را به تصویب برساند.

## اهداف
نظر رضا عبدالکریمی کومله کارشناس ارشد علوم سیاسی دربارهٔ اهداف موازنه منفی
- موازنه منفی رابطه ای است که در آن دو یا چند قدرت در برابر هم قرار نگرفته‌اند، بلکه در کنار هم هستند.
- موازنه منفی سعی می‌کند از تعارضات موجود در نظام بین‌الملل به نفع منافع ملی استفاده کند.
- موازنه منفی به تمام قدرت‌های برتر خارجی با یک نظر می‌نگرد و اصل رهایی از غرب به بهای وابستگی به شرق را شدیداً رد می‌کند.[۵]

واژه موازنه منفی به معنی نفی نیروها و انگیزه‌هایی بود که آزادی ایرانی را در اداره خانه خودش نفی می‌کردند.

## پیامدها
به مرور با ادامه فعالیت این جریان شکل گرفته، خواست نمایندگان مجلس مبنی بر احقاق حقوق تضییع شده در میزان سود دریافتی شرکت نفت ایران و انگلیس موجب شد تا تلاش برای ملی شدن صنعت نفت در راستای چنین سیاستی در دستور کار قرار گیرد. ملی شدن صنعت نفت و انتخاب مصدق به نخست‌وزیری راه را برای اتخاذ این سیاست هموارتر نمود؛ لذا از اردیبهشت ۱۳۳۰ تا ۲۸ مرداد ۱۳۳۲ شمسی، به مدت ۲۷ ماه سیاست موازنه منفی در سیاست داخلی و خارجی کشور به اجرا درآمد و شرایطی را به وجود آورد که نتایج خاص خود را داشت.

## اقتصاد بدون نفت
گهگاه به اشتباه موازنه منفی یا اقتصاد بدون نفت یکسان پنداشته می‌شود. اقتصاد بدون نفت یا اقتصاد منهای نفت که به مجموعه سیاستهای اقتصادی گفته می‌شود که با قطع وابستگی اقتصاد یک کشور استخراج کننده نفت، به درآمدهای خارجی به‌دست آمده از نفت و مشتقات آن، اقتصاد کشور را در مقابل تهدیدات ناشی از وابستگی به اقتصاد تک محصولی مصون نماید. این بسته اقتصادی-سیاسی برای اولین بار توسط دولت محمد مصدق برای تقویت اقتصاد ایران و به‌عنوان پاسخی برای خنثی کردن تحریمهای شدید انگلیس و در پی آن آمریکا علیه دولت وی اتخاذ و به اجرا گذاشته شد.